# Fathom (jeu vidéo)
Pour les articles homonymes, voir Fathom (homonymie).
Fathom est un jeu vidéo développé et édité par Imagic, sorti en 1983 sur Atari 2600 puis porté sur Intellivision et Colecovision,,,.

## Synopsis
Neptina, la fille du roi Neptune, a été enlevée. Le joueur incarne Proteus, membre de la garde royale, chargé de retrouver le Trident de Neptune magique et délivrer Neptina.

## Développement

### Portages
La programmation de la version Intellivision est assurée par Dave Durran.

## Accueil
La version Intellivision est « plus jolie » que l'originale Atari, mais son système de jeu est légèrement différent. La version Colecovision est celle qui a les meilleurs graphismes.